# Abstrakt Algebra
Abstrakt Álgebra foi uma banda de power metal e doom metal formada em 1994, em Estocolmo, Suécia. 

## História
Abstrakt Algebra nasceu da separação da banda Candlemass. Abstrakt Algebra lançou apenas um álbum, com o mesmo nome.
Apesar de Leif Edling ter começado a trabalhar num segundo álbum, a banda não teve apoio comercial. Entretanto a banda Candlemass voltou a juntar-se. 

## Membros
- Calle Westholm - teclados
- Mats Levén – vocais
- Mike Wead (Mikael Wikström) – guitarra
- Simon Johansson – guitarra
- Leif Edling – baixo
- Jejo Perkovic – bateria

## Discografia
- 1994 - Demo
- 1995 - Abstrakt Algebra